# Memorial Hubert Wagner 2012
Il X Memorial Hubert Wagner si è svolto dal 20 al 22 luglio 2012 a Zielona Góra, in Polonia. Al torneo hanno partecipato 4 squadre nazionali e la vittoria finale è andata per la quarta volta alla Polonia.

## Classifica finale
| Pos | Squadra   | Rosa |
| --- | --------- | --- |
|     | Polonia   | Formazione: 1 Nowakowski, 2 Winiarski, 4 Kosok, 5 Zagumny, 6 Kurek, 7 Jarosz, 9 Bartman, 13 Kubiak, 14 Ruciak, 15 Żygadło, 16 Ignaczak, 18 Możdżonek, CT: Anastasi                       |
|     | Germania  | Formazione: 1 Popp, 2 Steuerwald, 3 Schwarz, 4 Tischer, 5 Andrae, 6 Kaliberda, 8 Böhme, 9 Grozer, 10 Schöps, 11 Kampa, 12 Tille, 13 Dünnes, 15 Günthör, 16 Fischer, 23 Fromm, CT: Heynen |
|     | Argentina | Formazione: 1 Arroyo, 2 Castellani, 5 Uriarte, 6 Poglajen, 7 Conte, 9 Quiroga, 10 Bruno, 11 Solé, 12 Pereyra, 14 Crer, 15 De Cecco, 16 González, CT: Weber                               |
| 4   | Iran      | |